# ابوالقاسم فروهر
ابوالقاسم فروهر (۱۲۶۵–۱۳۳۹) حقوقدان، قاضی، دیپلمات، دولتمرد، نماینده مجلس شورای ملی سناتور ایرانی بود. تقسیمات کشوری نوین ایران در زمان وزارت کشور فروهر انجام گرفت.

## آغاز کار
پدرش میرزا محمود خان قوام‌الدوله بود. پس از گذراندن دوره مدرسه سیاسی تهران برای ادامه تحصیل به اروپا رفت و از دانشکده حقوق دانشگاه ژنو فارغ‌التحصیل شد. پس از بازگشت به ایران در سال ۱۲۹۲ خورشیدی وارد خدمت در وزارت امور خارجه شد. پس از ده سال خدمت در وزارت امور خارجه به عدلیه انتقال یافت و رئیس محکمه تجارت شد. در سال ۱۳۰۶ در تشکیلات جدید عدلیه که علی‌اکبر داور به راه انداخت، مستشار دیوان تمییز (دیوان عالی کشور) و مدتی نیز مدیرکل سجل احوال و رئیس انجمن شهر تهران بود.
داور ابوالقاسم فروهر را با خود به وزارت مالیه برد و در هشتم آبان ۱۳۱۴ به عنوان معاون خود به مجلس معرفی کرد. او سال بعد وزیر مختار ایران در پاریس شد اما انتشار نوشته‌هایی علیه ایران در بعضی از مطبوعات فرانسه به برکناری و احضار فروهر از پاریس انجامید. در تهران، محمود جم که وزارت داخله (کشور) را خود در دست داشت، فروهر را به سرپرستی این وزارتخانه گمارد و در اول مهر ۱۳۱۶ با این سمت به مجلس معرفی کرد. یک هفته بعد، جایگاه او را به وزیر ارتقا داد.

## تقسیمات کشوری نوین
تقسیمات کشوری نوین ایران در همان آغاز وزارت داخله فروهر انجام گرفت. تا آن زمان ایران چهار ایالت (آذربایجان، خراسان، فارس، کرمان و بلوچستان) و شماری ولایت داشت که به سه درجه تقسیم می‌شدند. فروهر در شانزدهم آبان ۱۳۱۶ لایحه تقسیمات کشوری را به تصویب مجلس شورای ملی رساند که ایران را به شش استان شمال غرب، غرب، شمال، جنوب، شمال شرق و مکران تقسیم می‌کرد و این استان‌ها درون خود به شهرستان‌ها، بخش‌ها و بلوکات تقسیم‌می‌شدند. اصطلاحات استان، شهرستان، بخش، استاندار، فرماندار، بخشدار و دهدار که فرهنگستان ایران تصویب کرده بود، با این قانون رواج یافتند.
این تقسیمات پس از مدت کوتاهی به هم خورد و فروهر لایحه دیگری در نوزدهم دی ۱۳۱۶ به تصویب مجلس رساند که کشور را به ده استان تقسیم می‌کرد و این استان‌ها با عدد شناخته می‌شدند: از استان‌های یکم تا دهم.
در اوائل سال ۱۳۱۷ مهدی فرخ از وزارت صناعت و معادن استعفا داد و جم فروهر را در یازدهم اردیبهشت به جای او به مجلس معرفی کرد اما چهار ماه بعد در بیستم شهریور دوباره او را به جایگاه وزیر داخله برگرداند و وزارت صناعت را به علی منصور سپرد.
در اسفند ۱۳۱۷ فروهر از وزارت کناره‌گیری کرد و در انتخابات مجلس شورای ملی که در ۲۴ خرداد ۱۳۱۸ در تهران برگزار شد، به نمایندگی انتخاب شد و به مجلس شورای ملی رفت (دوره دوازدهم) و در دوره بعد نیز کرسی نمایندگی خود را حفظ کرد. پس از پایان دوره سیزدهم در سال ۱۳۲۲، فروهر به ریاست سازمان اقتصادی منصوب شد و چند ماه بعد که محمد ساعد نخست‌وزیر شد، در هشتم فروردین ۱۳۲۳ او را به عنوان وزارت پست و تلگراف و نه روز بعد به عنوان وزیر دارایی به مجلس معرفی کرد تا اینکه در شهریور آن سال، دولت ساعد استعفا داد. وقتی ساعد دوباره مأمور تشکیل دولت شد، سمتی به فروهر در کابینه خود نداد.
فروهر دو نوبت نیز سفیرکبیر ایران در سوییس بود. در سال ۱۳۳۷ به سمت سناتور انتصابی برگزیده شد و در همین مقام درگذشت. پسرش مهندس فیروز فروهر نیز چند دوره نماینده مجلس شد.

## آثار
- کتاب قانون مجازات عمومی